# Gabriel de las Casas
Gabriel Andrés de las Casas Escobar (Bogotá, 11 de junio de 1967) es un periodista, locutor y presentador colombiano. Es el actual director de la Luciérnaga de Caracol Radio.

## Biografía
Gabriel de las Casas nació en Bogotá. Estudió comunicación social en la Pontificia Universidad Javeriana. En 1989 empezó su carrera como disc jockey en Super Estéreo 88.9 y en Radioactiva. En 1996 pasó a Caracol Radio, donde participó con Guillermo Díaz Salamanca, Juan Harvey Caicedo, Hernán Peláez y Darío Arizmendi en la Luciérnaga y Hoy por hoy, hasta su renuncia en 2013.
En 2000 se inició como presentador de televisión en los programas No me lo cambie, La Locomotora, También caerás y Festival Internacional del Humor en Caracol Televisión. En 2013 hasta 2014 formó parte de Voz Populi de Blu Radio con Jorge Alfredo Vargas y también dirigió el programa La Nube desde abril de ese año hasta enero de 2014. De 2014 a 2019 fue   Director de Comunicaciones Corporativas y Nuevos Medios de Claro Colombia. En junio de 2019 es nombrado como director de la Luciérnaga de Caracol Radio en sustitución de Gustavo Gómez Córdoba.